# Pasja według św. Łukasza (BWV 246)
Pasja według św. Łukasza (BWV 246) – utwór pasyjny przypisywany Janowi Sebastianowi Bachowi.
Istnieje wiele hipotez na temat autorstwa Pasji Łukaszowej, m.in. dlatego, że kompozycja ta odbiega poziomem od innych utworów sakralnych Bacha. Uważa się, że Bach nie napisał dzieła, ale jedynie skompilował je z utworów innego kompozytora lub kompozytorów. Inna hipoteza przypisuje autorstwo Johannowi Melchiorowi Molterowi.